# 川村恒明
川村 恒明（かわむら つねあき、1936年9月3日 - ）は、日本の文部官僚。元文化庁長官。

## 経歴
京都府生まれ。東北大学法学部卒業。文部省入省（調査局企画課）。大臣官房審議官（教育助成局担当）、総務審議官、学術国際局長、文化庁長官、国立科学博物館館長、日本育英会理事長、神奈川県立外語短期大学学長、財団法人神奈川芸術文化財団理事長、財団法人毎日書道会理事、財団法人文化財建造物保存技術協会会長、財団法人似鳥国際奨学財団理事、国立大学法人横浜国立大学経営協議会委員、国立大学法人東京外国語大学経営協議会委員、国立大学法人筑波技術大学経営協議会委員等を歴任。

## 社会的活動
- 文化審議会委員
  - 同文化財分科会委員
- 平成16年度文部科学省特色ある大学教育支援プログラム第1審査部会委員
- 国立大学法人東京外国語大学経営協議会委員

## 著書
- 『文化財政策概論』（東海大学出版会、2002、ISBN 978-4-486-01595-6）